# Rigny-sur-Saône
Rigny-sur-Saône o simplement Rigny és un municipi francès al departament de l'Alt Saona de la regió de Borgonya - Franc Comtat. L'any 2007 tenia 609 habitants.

## Demografia

### Població
El 2007 la població de fet de Rigny era de 609 persones. Hi havia 270 famílies, de les quals 80 eren unipersonals (36 homes vivint sols i 44 dones vivint soles), 95 parelles sense fills, 75 parelles amb fills i 20 famílies monoparentals amb fills.
La població ha evolucionat segons el següent gràfic:

### Habitatges
El 2007 hi havia 306 habitatges, 269 eren l'habitatge principal de la família, 17 eren segones residències i 19 estaven desocupats. 266 eren cases i 40 eren apartaments. Dels 269 habitatges principals, 196 estaven ocupats pels seus propietaris, 67 estaven llogats i ocupats pels llogaters i 6 estaven cedits a títol gratuït; 9 tenien una cambra, 11 en tenien dues, 27 en tenien tres, 67 en tenien quatre i 155 en tenien cinc o més. 186 habitatges disposaven pel capbaix d'una plaça de pàrquing. A 113 habitatges hi havia un automòbil i a 126 n'hi havia dos o més.

### Piràmide de població
La piràmide de població per edats i sexe el 2009 era:
| Homes | Edats   | Dones |
| ----- | ------- | ----- |
| 0     | 95 o +  | 0     |
| 0     | 90 a 94 | 0     |
| 0     | 85 a 89 | 4     |
| 4     | 80 a 84 | 4     |
| 8     | 75 a 79 | 16    |
| 16    | 70 a 74 | 8     |
| 16    | 65 a 69 | 36    |
| 16    | 60 a 64 | 12    |
| 24    | 55 a 59 | 16    |
| 8     | 50 a 54 | 28    |
| 8     | 45 a 49 | 28    |
| 28    | 40 a 44 | 20    |
| 20    | 35 a 39 | 20    |
| 28    | 30 a 34 | 20    |
| 24    | 25 a 29 | 28    |
| 17    | 20 a 24 | 8     |
| 12    | 15 a 19 | 16    |
| 12    | 10 a 14 | 12    |
| 28    | 5 a 9   | 16    |
| 16    | 0 a 4   | 8     |

## Economia
El 2007 la població en edat de treballar era de 394 persones, 285 eren actives i 109 eren inactives. De les 285 persones actives 262 estaven ocupades (139 homes i 123 dones) i 24 estaven aturades (12 homes i 12 dones). De les 109 persones inactives 57 estaven jubilades, 34 estaven estudiant i 18 estaven classificades com a «altres inactius».

### Ingressos
El 2009 a Rigny hi havia 268 unitats fiscals que integraven 638 persones, la mediana anual d'ingressos fiscals per persona era de 18.819 €.

### Activitats econòmiques
Dels 20 establiments que hi havia el 2007, 1 era d'una empresa extractiva, 5 d'empreses de construcció, 3 d'empreses de comerç i reparació d'automòbils, 2 d'empreses d'hostatgeria i restauració, 2 d'empreses d'informació i comunicació, 1 d'una empresa immobiliària, 4 d'empreses de serveis, 1 d'una entitat de l'administració pública i 1 d'una empresa classificada com a «altres activitats de serveis».
Dels 6 establiments de servei als particulars que hi havia el 2009, 1 era un paleta, 1 fusteria, 2 electricistes, 1 veterinari i 1 restaurant.
L'únic establiment comercial que hi havia el 2009 era una adrogueria.
L'any 2000 a Rigny hi havia 12 explotacions agrícoles que ocupaven un total de 756 hectàrees.

## Equipaments sanitaris i escolars
El 2009 hi havia una escola elemental.

## Poblacions properes
El següent diagrama mostra les poblacions més properes.